# Prêmio Jawaharlal Nehru para Compreensão Internacional
Prêmio Jawaharlal Nehru para Compreensão Internacional é um prêmio internacional apresentado pelo Governo da Índia. Foi fundado em 1965 e é administrado pela Conselho Indiano para Relações Culturais (ICCR) para pessoas "por sua contribuição marcante para a promoção da compreensão internacional, boa vontade e amizade entre os povos do mundo".
A recompensa que constitui este prêmio é de 1 milhão de rúpias.

## Agraciados
| Year | Recipient                  | Country        |
| ---- | -------------------------- | -------------- |
| 1965 | U Thant                    | Burma          |
| 1966 | Martin Luther King Jr.     | Estados Unidos |
| 1967 | Khan Abdul Ghaffar Khan    | Paquistão      |
| 1968 | Yehudi Menuhin             | Estados Unidos |
| 1969 | Mother Teresa              | Índia          |
| 1970 | Kenneth Kaunda             | Zâmbia         |
| 1971 | Josip Broz Tito            | Yugoslavia     |
| 1972 | André Malraux              | França         |
| 1973 | Julius Nyerere             | Tanzânia       |
| 1974 | Raúl Prebisch              | Argentina      |
| 1975 | Jonas Salk                 | Estados Unidos |
| 1976 | Giuseppe Tucci             | Itália         |
| 1977 | Tulsi Mehar Shrestha       | Nepal          |
| 1978 | Nichidatsu Fujii           | Japão          |
| 1979 | Nelson Mandela             | África do Sul  |
| 1980 | Barbara Ward               | Reino Unido    |
| 1981 | Alva Myrdal Gunnar Myrdal  | Suécia         |
| 1982 | Léopold Sédar Senghor      | Senegal        |
| 1983 | Bruno Kreisky              | Áustria        |
| 1984 | Indira Gandhi (posthumous) | Índia          |
| 1985 | Olof Palme (posthumous)    | Suécia         |
| 1987 | Javier Pérez de Cuéllar    | Peru           |
| 1988 | Yasser Arafat              | Palestina      |
| 1989 | Robert Mugabe              | Zimbabwe       |
| 1990 | Helmut Kohl                | Alemanha       |
| 1991 | Aruna Asaf Ali             | Índia          |
| 1992 | Maurice Strong             | Canadá         |
| 1993 | Aung San Suu Kyi           | Myanmar        |
| 1994 | Mahathir bin Mohamad       | Malásia        |
| 1995 | Hosni Mubarak              | Egito          |
| 2003 | Goh Chok Tong              | Singapura      |
| 2004 | Qabus bin Said Al Said     | Omã            |
| 2005 | Wangari Maathai            | Quênia         |
| 2006 | Luiz Inácio Lula da Silva  | Brasil         |
| 2007 | Ólafur Ragnar Grímsson     | Islândia       |
| 2009 | Angela Merkel              | Alemanha       |

- Não concedido em 1986 e de 1996 a 2002.